# 姬姓
姬姓是中国漢族上古八大姓之一，周朝的国姓，同时是中国春秋战国时期的吴国、鲁国、燕国、卫国、晋国、郑国、魏国、韩国等诸侯国国君的姓。
《国语·晋语》载：昔少典，取于有蟜氏，生黄帝，黄帝以姬水成，成而异德，故黄帝为姬。《史记·三代世表》记载：尧立后稷以为大农，姓之曰姬氏。后稷承继姬姓，是周朝的始祖，周初周武王大封诸侯时，姬姓国有53个。
這些姬姓國的後代多以國名、封邑名、祖父名、號為姓氏。現今姬姓人口不多，只有大約五十多萬，僅佔中國人口總數的千分之三。它在中國大陆和台灣都沒有列入百家姓前一百位。

## 郡望堂号

### 郡望
姬姓的郡望在南阳郡（今河南南阳）、太原郡（今山西太原）。

### 堂号
- 寿丘堂：因为黄帝是姬姓的始祖，而黄帝又是生于寿丘，所以有这个堂号。
- 赤舄堂：歌颂周公旦的诗叫《赤舄》，所以姬姓又叫做“赤舄堂”。

## 政权

### 朝代
- 周朝：西周，建都镐京（宗周）；东周，建都雒邑（成周）

### 诸侯国

#### 周朝（括弧內為首任君主）
- 周太王系：吴国（吳太伯）、虞国（仲雍）
- 季历系：东虢国（虢仲）、西虢国（虢叔）
- 周文王系：管国（管叔鲜）、蔡国（蔡叔度）、霍国（霍叔处）、郕国（郕叔武）、卫国（卫康叔）、毛国（毛叔郑）、聃国（聃季载）、郜国（郜子）、雍国（雍子）、曹国（曹叔振铎）、滕国（错叔绣）、毕国（毕公高）、原国（原公）、酆国（酆侯）、郇国（郇侯）
- 周武王系：邘国（邘叔）、唐叔虞唐国（晋国）、应国（应侯）、韩国（韩侯）
- 周公旦系：鲁国（伯禽）、周國（君陈）、凡国（凡伯）、蒋国（蒋伯龄）、邢国（邢朋叔）、茅国（茅侯）、滑国（滑伯）、（胙国）、（祭国）
- 召公奭系：燕国（燕侯克，战国燕国）、召国（次子）
- 毕公高系：楷国（楷伯）、毕国（毕仲）
- 唐叔虞系：晋国、贾国（公明）
- 其他系：单国（周成王之子单公）、芮国（芮公）、杨国（周宣王子长父）、郑国（周厉王子友）、甘国（周惠王子叔带）、王叔国（周僖王子虎）、刘国（周顷王子王季子）、西周国（周贞定王子揭）、东周国（西周威公少子根）、随国、曾国、耿国、焦国、荣国、甘国、樊国、詹国、巩国、祝国、中山国、密国、胡国、共国、戴国、息国（鄎国）、沈国、道国、北虢国、郇国、枞国、郄国、厉国、狄国、贝国、盛国、项国、顿国、彤国、岑国、巴子国、养国、汝州国、鼓国、南虢国、隙国

### 漢代
- 卫公国

## 延伸阅读
[在维基数据编辑]
 《百家姓》
 《欽定古今圖書集成·明倫彙編·氏族典·姬姓部》，出自陈梦雷《古今圖書集成》